# Bertram Schmitt
Bertram Schmitt (* 9. September 1958 in Dieburg) ist ein deutscher Jurist und Rechtswissenschaftler.
2005 wurde er Richter am Bundesgerichtshof. Von dieser Tätigkeit war er vom 11. März 2015 bis zum 11. März 2024 zur Wahrnehmung seines Amtes als Richter am Internationalen Strafgerichtshof beurlaubt.

## Leben
Bertram Schmitt wurde in Dieburg in Hessen geboren. Nach Abschluss seines juristischen Studiums mit dem Ersten Staatsexamen im Jahr 1983 wurde er zunächst wissenschaftlicher Mitarbeiter an der Johann Wolfgang Goethe-Universität Frankfurt am Main. Dort promovierte er 1985 bei Friedrich Geerds mit einer kriminologischen Arbeit zum Thema Körperverletzungen bei Fussballspielen. Im Jahr 1988 erlangte Schmitt das Zweite Staatsexamen. Im Frühjahr 2000 erfolgte die Ernennung zum Honorarprofessor an der Universität Würzburg, wo er Strafrecht, Strafprozessrecht und Kriminologie lehrte.

## Richter an nationalen Gerichten
1991 trat er in den Justizdienst des Landes Hessen ein. Er war zunächst in einer Strafkammer und einer Zivilkammer und dann in der 12. Großen Strafkammer des Landgerichts Darmstadt tätig. Nach einer Abordnung an das Oberlandesgericht Frankfurt wurde Schmitt 1999 zum Vorsitzenden Richter am Landgericht ernannt. Er leitete als Vorsitzender zwei Strafkammern, u. a. eine Jugendkammer. Im Jahr 2005 wurde er zum Richter am Bundesgerichtshof ernannt. Er wurde dort zunächst dem XI. Zivilsenat des Bundesgerichtshofes zugewiesen, der sich mit Bank-, Börsen- und Wertpapierrecht befasst. Im Anschluss gehörte er dem 2. Strafsenat des Bundesgerichtshofes an, der unter anderem in der Siemens-Korruptionsaffäre entschied, dass die Einrichtung „schwarzer Kassen“ Untreue sei. Seit 2012 war Schmitt mit der Hälfte seiner Arbeitskraft dem 4. Strafsenat zugeordnet. 2008 wurde er zum Leiter der Pressestelle des Bundesgerichtshofes für den strafrechtlichen Bereich ernannt, der zivilrechtliche Bereich wurde Wolfgang Eick zugewiesen. Schmitt sieht seine Aufgabe als Revisionsrichter darin, „das Strafrecht handhabbar zu machen und es mit den rechtsstaatlichen Prinzipien in Einklang bringen“.

## Richter an supranationalen Gerichten
Seit 2009 war er parallel als Ad-hoc-Richter am Europäischen Gerichtshof für Menschenrechte sowie als Vertreter Deutschlands in der Gemeinsamen Kontrollinstanz von Eurojust tätig. Im Dezember 2014 wurde er von der Bundesregierung für die Wahl  zum Richter am Internationalen Strafgerichtshof vorgeschlagen. Am 10. Dezember 2014 wurde er im sechsten Wahlgang von der Versammlung der Vertragsstaaten zum Richter am Internationalen Strafgerichtshof gewählt. Seine Wahl erfolgte über die Vorschlagsliste A für Kandidaten mit ausgewiesener Kompetenz im Bereich des Strafrechts. Er trat sein Amt am 11. März 2015 an und war bis zu seinem Ausscheiden am 11. März 2024 der Hauptverfahrensabteilung des Gerichtshofs zugeordnet.

## Veröffentlichungen (Auswahl)
Als Autor und Herausgeber hat Schmitt vielfältig auf dem Gebiet des Strafrechts veröffentlicht.
Sein (bis 2017 gemeinsam mit Lutz Meyer-Goßner verfasster und seit 2025 mit Marcus Köhler herausgegebener) Kommentar zur deutschen Strafprozessordnung zählt zu den wichtigsten Standardwerken, insbesondere für die Strafrechtspraxis.
- Strafprozessordnung: StPO – Gerichtsverfassungsgesetz, Nebengesetze und ergänzende Bestimmungen, 65. Auflage 2022, C. H. Beck, München, ISBN 978-3-406-78383-8.
- Die richterliche Beweiswürdigung im Strafprozeß. Eine Studie zu Wesen und Funktion des strafprozessualen Grundsatzes der 'freien Beweiswürdigung' sowie zu den Möglichkeiten und Grenzen einer Revision in Strafsachen, 1993, ISBN 978-3-7950-0834-5.
- Körperverletzungen bei Fußballspielen: eine kriminologische Studie über typische Erscheinungsformen und Konsequenzen für die Strafrechtsanwendung sowie über das Verhältnis der staatlichen Strafrechtspflege zur Strafgewalt der Verbände, Schmidt-Römhild, Lübeck 1985, ISBN 3-7950-0907-3.